# 臧性
臧性，字孟庠，浙江寧波人。明朝政治人物，進士出身。

## 生平
永樂九年（1411年）辛卯科二甲第八名進士，參與編修《永樂大典》。後任宜興縣令。